# Tatra T5C5
Tatra T5C5 ist die Typenbezeichnung eines Straßenbahnwagens des tschechoslowakischen Hersteller ČKD Tatra, der ausschließlich für die Straßenbahn Budapest entwickelt und gebaut wurde. Die als „unechte“ Zweirichtungswagen mit lediglich einem Führerstand konzipierten Fahrzeuge erhielten als einzige der auf PCC-Lizenzen basierenden T-Reihe eine klassische Widerstandssteuerung in Serien- und Parallelschaltung. 

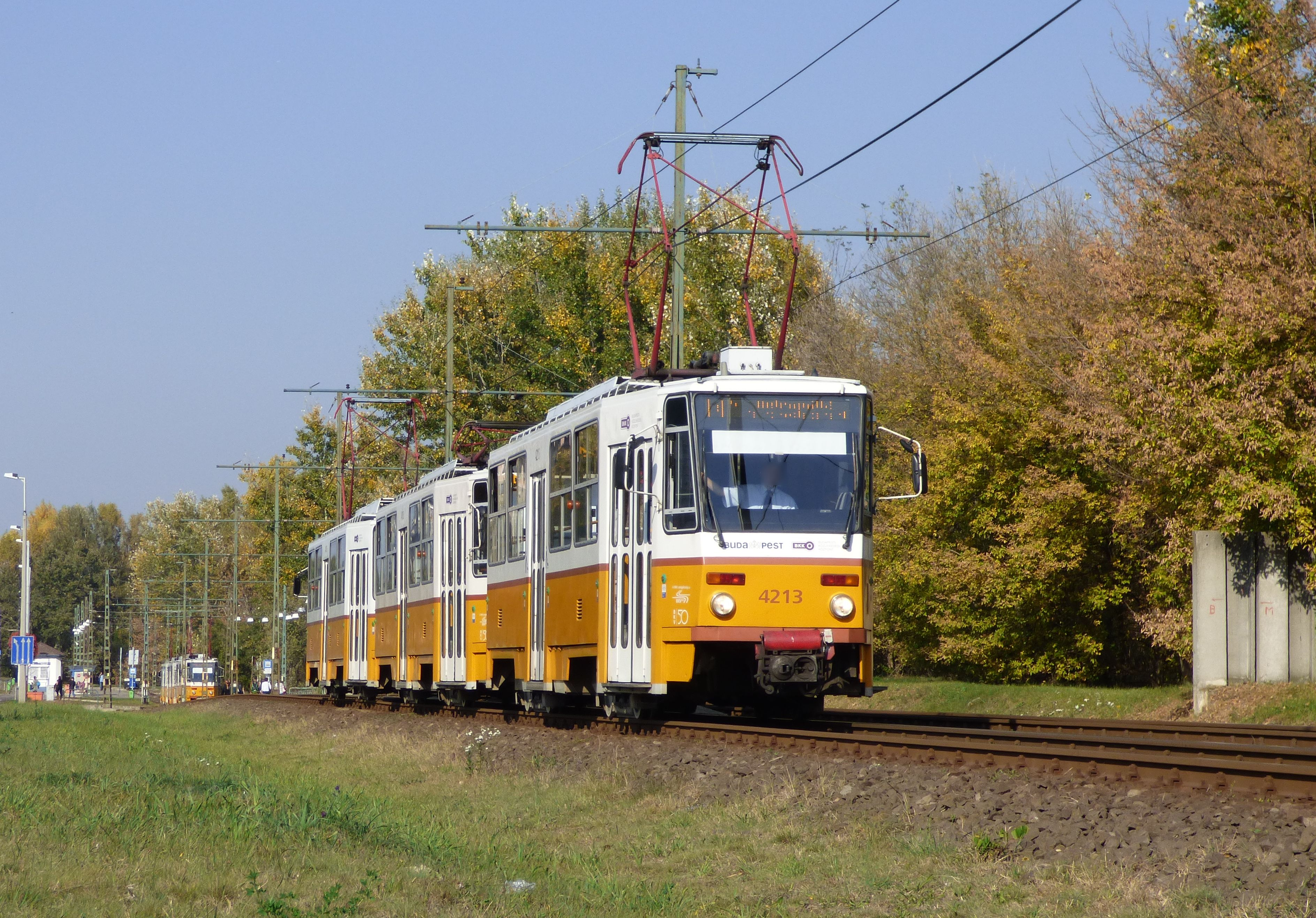
Modernisierter Dreiwagenzug auf der Linie 14

## Geschichte
1978 entstanden zwei Prototypen vom Typ T5C5 mit den Nummern 8011 und 8012, die erst in Prag erprobt wurden und noch im selben Jahr nach Budapest gingen. Dort bekamen die Wagen die Nummern 4000 und 4001. Der Wagen 4001 (8012) besaß ab Werk eine abweichende Lackierung.
Zwischen 1978 und 1984 wurden 322 Fahrzeuge geliefert. Sie erhielten die Nummern 4000 bis 4171 und 4200 bis 4349.
Die Wagen besitzen ein vielstufiges Nockenschaltwerk mit Serienparallelschaltung. Es wird – wie international üblich – durch einen Handhebel angesteuert. Jeder Wagen ist mit einem Führerstand und je drei Türen pro Wagenseite ausgerüstet. Somit können Ein- oder Zweirichtungszüge in Vielfachsteuerung mit bis zu vier Wagen gebildet werden. Im Regelbetrieb verkehren Zwei- und Dreiwagenzüge. Einzelne Triebwagen werden selten eingesetzt. Möglich ist das nur auf Linien, die an beiden Endpunkten Wendeschleifen oder Gleisdreiecke aufweisen.
Die Wagen sind mit Scharfenbergkupplungen und Kontaktaufsätzen ausgerüstet. Die Kontaktaufsätze sind für eine freizügige Zugbildung symmetrisch belegt, über sie kann ein Triebwagen mit Energie versorgt werden. Zweiwagenzüge verkehren dadurch mit nur einem angelegten Stromabnehmer. Die Radsätze haben ein Sonderprofil, das den Einsatz auf den Budapester Gleisen nach Fernbahnnorm zulässt.
Nachdem die Fahrzeuge rund 20 Jahre im Einsatz waren, begannen die Verkehrsbetriebe in Budapest mit der Modernisierung der ersten 80 Fahrzeuge. Die Wagen erhielten:
- eine IGBT-Choppersteuerung
- eine Matrix-Zielanzeige
- eine neue Inneneinrichtung in gelben Farben
- ein neues Fahrer-Bedienpult

Die Modernisierung der ersten beiden Wagen, die damit die neue Typenbezeichnung T5C5K erhielten, wurde Ende November 2002 in der Budapester Hauptwerkstatt Fehér út abgeschlossen.
Der Triebwagen 4304 ist Versuchsträger für verschiedene Einholmstromabnehmer.